# Haus Hellbach

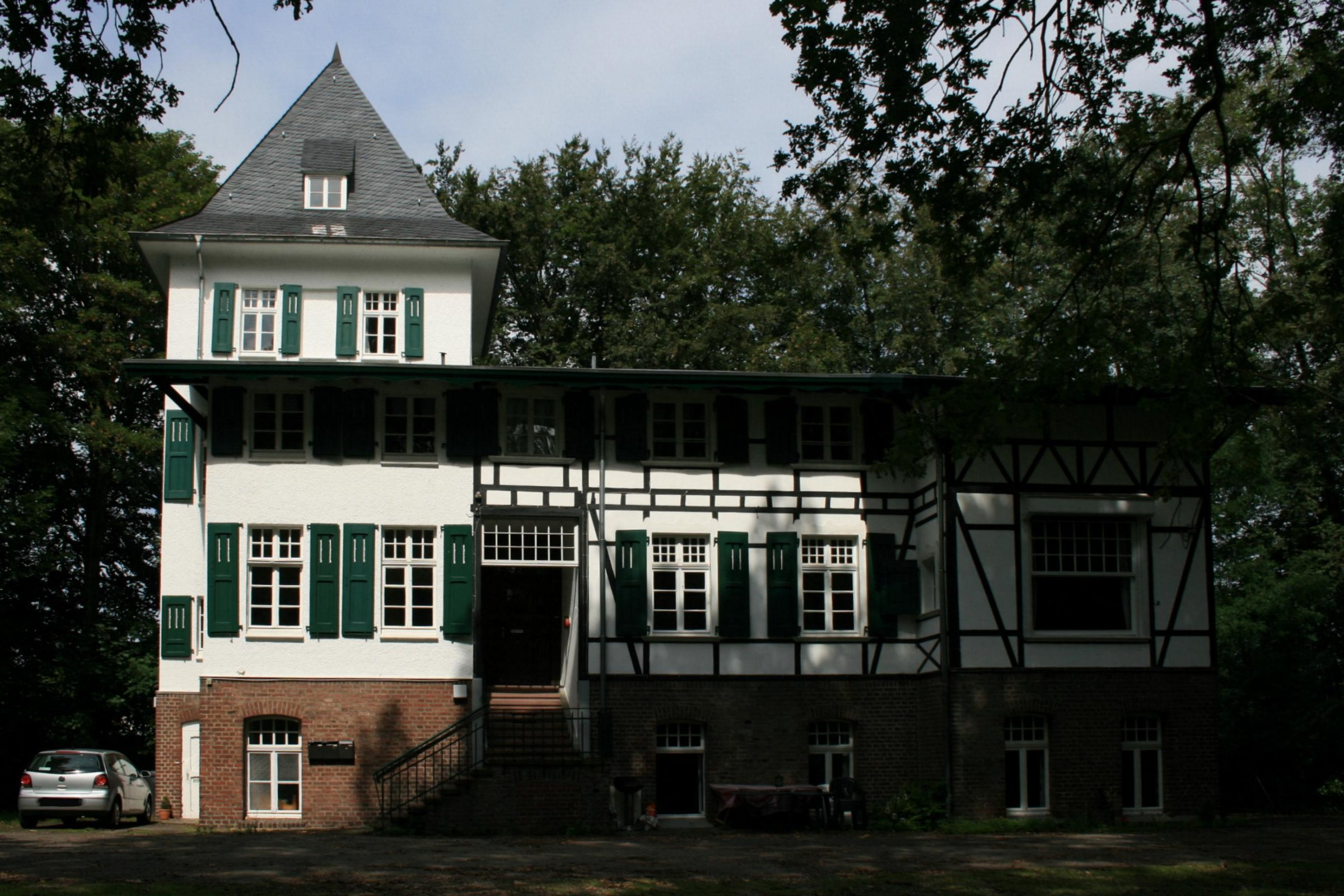
Jagdhaus (Haus Hellbach), 2010

Das Jagdhaus Haus Hellbach steht am Antrim-Drive 51 im Stadtteil Hauptquartier, dem ehemaligen NATO-Hauptquartier, in Mönchengladbach (Nordrhein-Westfalen) in der Feldgemarkung. Es wurde 1901 erbaut. Das Gebäude ist unter Nr. A 042 am 10. Januar 1996 in die Denkmalliste der Stadt Mönchengladbach eingetragen worden.

## Architektur
Haus Hellbach wurde 1901 erbaut, 1910 erweitert und nach Ausweis der Inschrift im Turm als Jagdhaus bezeichnet. Der Ursprungsbau ist zweigeschossig, in Fachwerk auf hohem Backsteinsouterrain. Das weit vorgezogene Satteldach mit Zierortgang und -traufe in Holz ist flach geneigt.
Eine gerade, im rechten Winkel umliegende Treppe führt zur Eingangstür. Die segmentbogig eingeschnittenen gesprossten Fenster des Souterrains sitzen auf Bodenniveau. Die übrigen Fenster sind von flachen hölzernen Zierrahmen gefasst und mit Schlagläden versehen. 1910 wurde das Gebäude nach Südwesten erweitert. Zwei Achsen wurden bis zum Treppenanschluss vorgezogen, so dass der Eingang nun in einer tiefen Nische liegt. Zusätzlich wurde, den Repräsentationscharakter des Gebäudes unterstreichend, die Südwestecke vorgezogen und dreigeschossig turmartig überhöht.
Ein spitzes, verschiefertes Walmdach bekrönt den nun prägenden Turm. Der neue Trakt ist rau verputzt. In den Details (Souterrain, Fenster, Schlagläden) passt er sich dem nur wenig älteren Ursprungsbau an. Durch die reiche Verwendung von dunklem Holz wirkt das Innere gedämpft. Ein dreiläufiges Podesttreppenhaus, um eine weiträumige Diele geführt, bindet das Zentrum des Hauses.
Steinerne Fußbodenplatten mit Eichenblattmotiv, hölzerne Flachbaluster als Treppengeländer, zwei quergelagerte, bandartig wirkende hochansetzende Sprossenfenster sorgen für die Dielenbeleuchtung. Nach rechts führt ein Gang in den repräsentativen Wohnbereich, der im Wesentlichen aus zwei Durchgangszimmern besteht; Holzvertäfelung, Holzdecken, Wandschränke und zwei eingestellte Holzpfeiler, die die beiden Räume markieren, bestimmen den Raumeindruck. Ein breites, gesprosstes Schiebefenster im Risalit macht von außen den Repräsentationsraum deutlich. Auch die übrigen Wände der Erdgeschossräume sind vielfach holzverkleidet und mit Wandschränken ausgestattet. Im Obergeschoss sind im Wesentlichen Schlafräume und das Bad.